# L'Apprenti Schtroumpf
L'Apprenti Schtroumpf est la dix-septième histoire de la série Les Schtroumpfs de Peyo. Cette histoire est publiée pour la première fois du no 1706 au no 1719 du journal Spirou, puis dans l'album du même nom en 1971.
L'histoire se déroule entre le village des Schtroumpfs et la masure de Gargamel.

## Résumé
Un Schtroumpf rêve de faire de la magie comme le Grand Schtroumpf, mais celui-ci l'estime trop jeune pour y parvenir, et les tentatives de l'Apprenti Schtroumpf pour accéder à son grimoire se soldent par un échec. Il décide d'aller prendre celui de Gargamel, mais le grimoire étant trop lourd il n'emporte qu'une page. La formule se révèle toutefois incomplète et ne sachant pas à quoi elle sert, il tente de faire goûter le breuvage qu'il a concocté à d'autres schtroumpfs, mais tous refusent. Il l'avale alors et se transforme en lézard...
Le Grand Schtroumpf n'ayant pas d'antidote pour lui redonner son aspect normal, il décide de retourner chez Gargamel mais tombe dans un piège. À cet instant, les autres Schtroumpfs arrivent et parviennent à maîtriser le sorcier grâce à une mixture paralysante. Ils commencent à préparer l'antidote, dont le seul ingrédient manquant est trois poils de moustache de chat : quelques schtroumpfs s'en vont les couper sur Azraël et la potion réussit. Gargamel ne parvient pas à reprendre ses esprits à temps pour pourchasser les schtroumpfs qui rentrent au village.